# 일본국 헌법 제23조
일본국 헌법 제23조(일본어: 日本国憲法第23条)은 일본국 헌법 제3장 "국민의 권리와 의무"의 조문 중 하나이다. 학문의 자유에 대해 규정하고 있다.

## 조문
일본국 헌법 제23조
학문의 자유는 이를 보장한다.

## 해설
일반적으로 개인이 학문을 연구하는 것을 방해하여서는 안 된다는 본조의 기본적 의의 외에 그 자유를 보장하기 위한 제도적 규정으로서 대학의 자치, 교수의 자유, 의무 교육 등을 포함한 넓은 의미에서의 교육의 자유, 교육권의 보장 등이 본조에 의해 이루어지고 있다.